# أختام نزاروف
اكثم نزاروف (8 فبراير 1988 بطاجيكستان - ) هو مدرب كرة قدم ولاعب كرة قدم طاجيكي في مركز الدفاع. شارك مع منتخب طاجيكستان لكرة القدم. أما مع النوادي، فقد لعب مع استقلال دوشنبه وBarkchi Hisor ‏.

## روابط خارجية
- أختام نزاروف على موقع قاعدة بيانات كرة القدم.إي يو (الإنجليزية)
- أختام نزاروف على موقع ناشيونال فوتبول تيمز (الإنجليزية)
- أختام نزاروف على موقع Soccerway.com (الإنجليزية)